# دانشگاه کره آنا

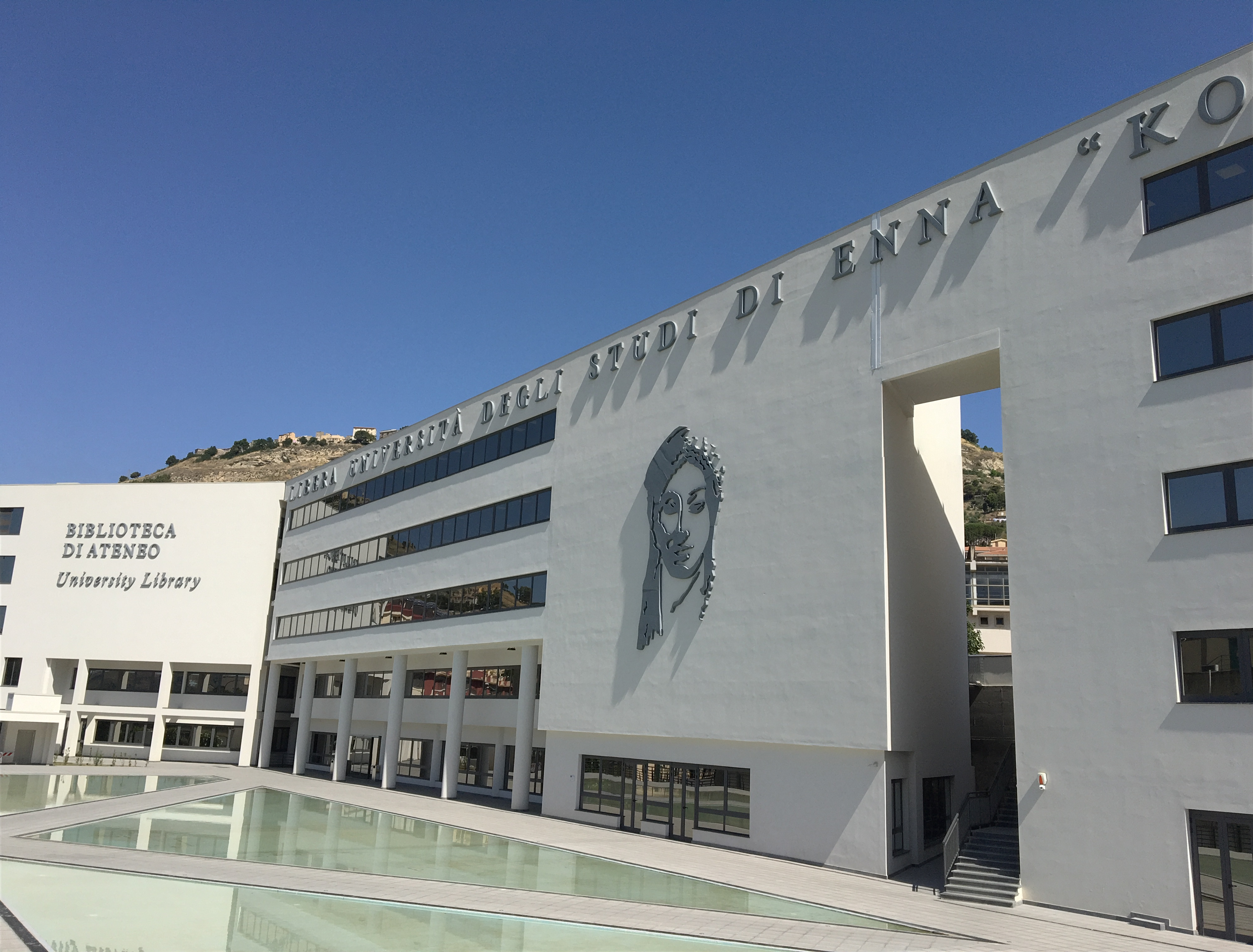
دانشگاه کره آنا در شهر انا یکی از استان های سیسیل ایتالیا

دانشگاه کره آنا (به ایتالیایی: Università Kore di Enna) یک دانشگاه در ایتالیا است که در انا (شهر) واقع شده‌است.